# Jan Florián Hammerschmidt
Jan Florián Hammerschmidt, také Hammerschmied nebo Hammerschmid (4. května 1652, Stod – 4. ledna 1735, Praha) byl český kněz, teolog, spisovatel, básník, dlouholetý týnský farář, kanovník vyšehradský, kanovník staroboleslavský a apoštolský protonotář doby barokní. Byl uvědomělým Čechem, psal zásadně pouze česky a latinsky, nikdy německy a odmítal také německy kázat.

## Život

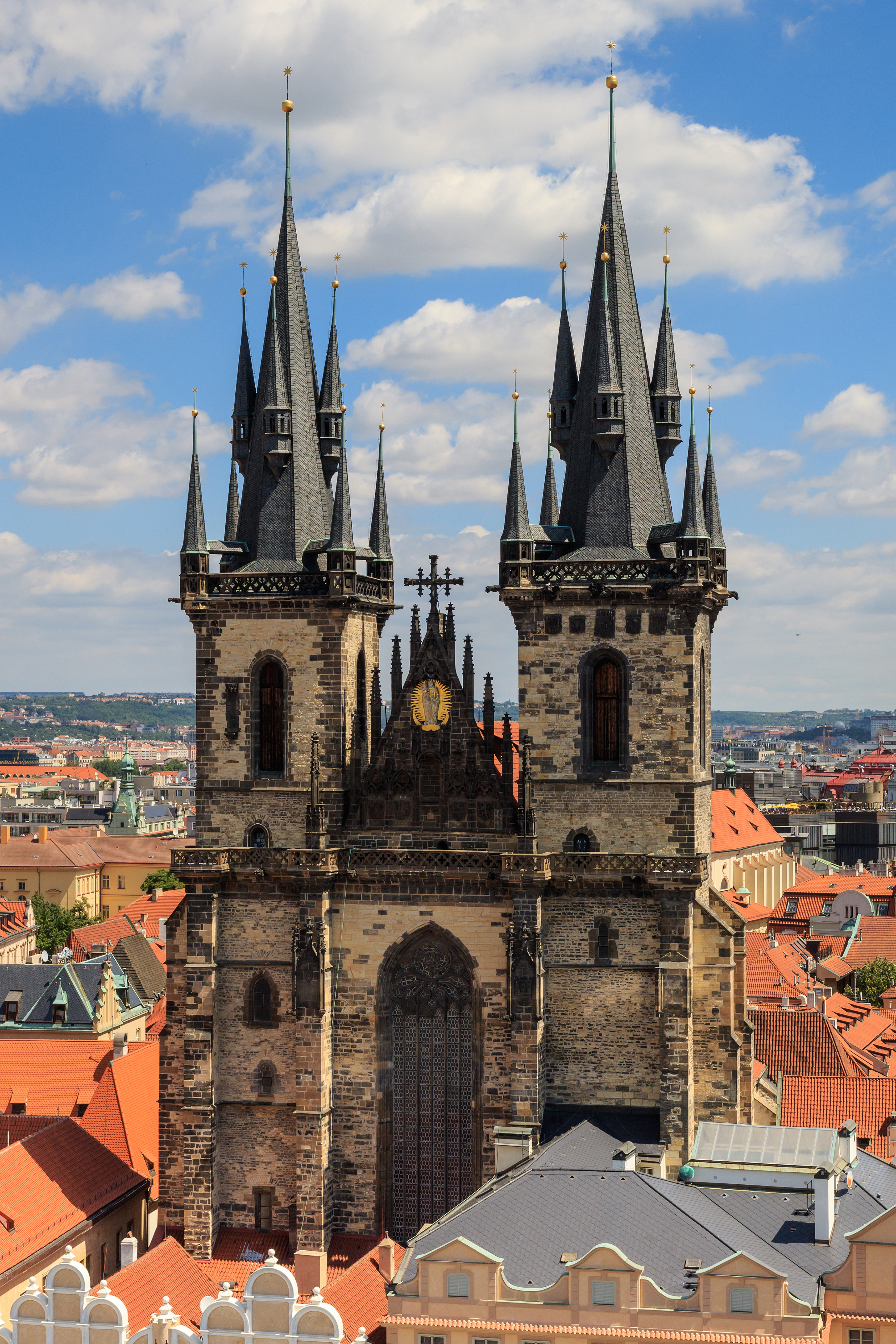
Kostel Matky Boží před Týnem

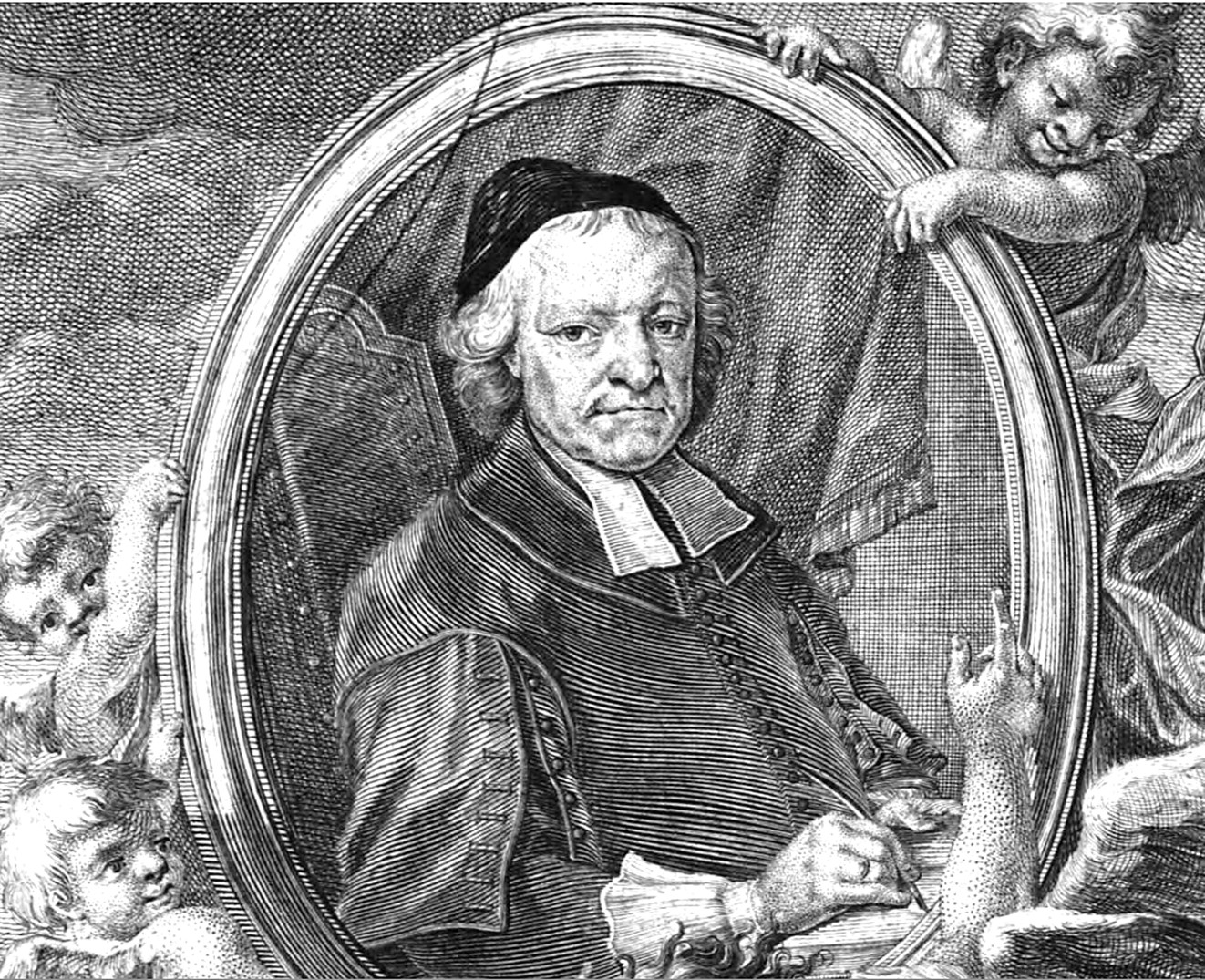
Jan Florian Hammerschmidt na rytině M. J. Rentze podle obrazu Jana Hiebela, (1723)

Jan Florián Hammerschmidt se narodil 4. května 1652 ve Stodu u Chotěšova v dnešním Plzeňském kraji. V Klatovech absolvoval jezuitské gymnázium. Poté nastoupil do jezuitské akademie v Klementinu v Praze (tedy na univerzitu), kde studoval filozofii. Následně vstoupil do arcibiskupského kněžského semináře a po ukončení studií byl 12. června 1677 vysvěcen na kněze. Nejdříve působil tři roky jako kaplan v Českých Budějovicích a poté od roku 1680 jako farář v Kamenném Újezdě. Roku 1695 přešel do Klatov jako superior kaplanského domu, zřízeného zde 1688 pro péči o poutníky. Již o rok později odešel do Prahy, kde se stal rektorem kněžského semináře a roku 1710 byl jmenován farářem v kostele Matky Boží před Týnem na Staroměstském náměstí. V tomto kostele prováděl řadu úprav, mj. dal zlikvidovat středověké náhrobky včetně hrobu Augustina Luciána z Mirandoly. 
V úřadu setrval až do své smrti 4. ledna 1735. Je pohřben v závěru severní boční lodi Týnského chrámu poblíž mramorového oltáře Kalvárie, který dal sám zřídit pro unikátní sousoší z dílny Mistra Týnské Kalvárie.
Za svého života byl oblíben a dosáhl mnoha vyznamenání a uznání. Stal se apoštolským pronotářem, kanovníkem vyšehradským, staroboleslavským (1698), dvorským hrabětem a rytířem zlatého kříže se zlatou korunou.
Věnoval se zejména studiu teologie, české církevní historie a topografie, ale také latinsko-české makarónské poezii. Jim jsou věnována jeho literární díla, podle soupisu jich napsal přes 100. Některá z nich vyšla tiskem, většina se ovšem zachovala jen v rukopise. Jeho pozůstalost obsahovala na 76 téměř dokončených prací. Během svého působení pořizoval neustále výpisy z městských archivů, místních letopisů a kronik. Na jejich základě potom jednotlivým místům věnoval historicko-popisné monografie se zvláštním zřetelem k místním církevním dějinám. Odráží se v nich autorova velká sečtělost i znalost pramenů, z nichž některé dnes známe pouze díky jeho opisům. Většina děl se ovšem nedočkala vydání a dochovala se jen v rukopise. Například obšírné dějiny Českých Budějovic městská rada odmítla vydat z obav před ztrátou městských privilegií, která by byla zveřejněna. Tyto rukopisy se nyní nacházejí zejména v Národním muzeu, městských archivech či knihovnách. Zvlášť významné jsou jeho práce věnované dějinám Prahy, v níž prožil podstatnou část svého života. Zachycuje v nich historii města, významných církevních institucí, stejně jako stav a vybavení pražských kostelů a jiných významných budov. Jeho dobové popisy jsou dnes neocenitelnou pomůckou.

## Dílo

### Topograficko-historická díla věnovaná českým městům
- Gloria regiae liberaeque montanae orbis Boemo-Budvicensis, v rukopise, první díl obsahuje dějiny města do roku 1709, druhý opis městských privilegií, městská rada jej odmítla vytisknout, připojeny dějiny dominikánského kláštera
- Historiae klattovská, v sedm dílů rozdělená, Praha 1699, 406 stran,
- Historiae semper catholicae semperque fidelis civitatis Pilsnae in regno Bohemiae, v rukopise dějiny města Plzně
- Kuttenberga …ab origine …descripta, rukopis dějin Kutné Hory
- Memoriae regiae civitatis Launae, rukopis dějin Loun
- Fragmenta historiarum urbium aliquot regiarum Bohemiae, poznámky k dějinám Čáslavi, Kouřimi, Vodňan, Tábora, Bydžova, Chrudimi, Litoměřic, Havlíčkova Brodu, Žatce a Berouna.
- Descriptio civitatis Neo-Boleslaviae, překlad české historie Mladé Boleslavi doplněný novější historií do roku 1733
- Ex Trutnoviensi historia, do roku 1660
- Memoriae Rakovicenses ab anno 1316
- Rosa Trebonea canonicorum regularium s. Augustini in roseto Trebonensi 1720, rukopis připraven k tisku

### Díla věnovaná Praze
- Prodromus Gloriae Pragenae, rytiny Michael Jindřich Rentz, vydal Wolfgang Wickhardt, Staré Město pražské 1723
- Historia Pragensia in duas partes divisa, již nevyšlo
- Sacra metropolitana Ecclesia Divi Viti, dějiny a popis pražské katedrály
- De collegiata Ecclesia Omnium sanctorum in Castro Pragensi, o kolegiátním kostele Všech svatých na Pražském hradě
- Gloria et majestas sacrosanctae, regiae, exemptae et nullius diaecesis Wissehradensis Ss. Apostolorum Petri et Pauli, vyšlo 1700
- Krátký výtah slávy svato-svatého, královského a vejhradního kostela vyšehradského svatých apoštolů Petra a Pavla, krátký český výtah předešlého o 22 stranách
- De parochiali ecclesia Teynensi B. Mariae V. in coleos assumpte, dějiny Týnského chrámu
- De monasterio Zderaziensi canonicorum sacrosancti dominici sepulchri Hierosolymitani, dějiny kláštera křižovníků strážců Božího hrobu na Zderaze
- Monasterium S. Agnetis sacrarum virginum Clarissarum ordinis S. Francisci Vetero-Pragae, dějiny kláštera klarisek Na Františku
- Historia, in qua primaeva fundatio s. Georgii et institutio regiorum ac antiquissimorum monasteriorum s. Georgii in castro Pragensia, s. Spiritus, vulgo Misericordiam Dei in Antiqua urbe Pragensi ordinis S. P. Benedicti sanctimonalium cum omnibus pontificiis quam caesareo-regiis at ducalibus privilegiis, exemptionibus, immunitatibus, consessionibus per distinctos paragraphos recensetur, vydal Wolfgang Wickhart v Praze 1715, historie klášterů benediktinek sv. Jiří a sv. Ducha v Praze
- zkrácená verze: Extractus historiae, Regii & Antiquissimi Monasterii Sancti Georgii in Castro Pragensi. Vetero-Pragæ, vydak Wolffgang Wickhart, Praha 1715.
- Historia Universitatis Carolo-Ferdinandae Pragensis
- De comitiis regni Bohemiae, přehled českých sněmů do roku 1715
- V Praze blaze, kdo má peníze, 14 stránkový mravoučný text. Praha 1715[3]

### Poezie
- Ó staročeská země, fueramus pergama, fueramus Pergama quondam
- Allegoria. Protheus felicitatis et miseriae Čechicae. Staročeská země. Satyra, 1. vydání 1715, 1817, 1829, 4. vydání v edici Veselé čtení ve Vídni 1860 - latinsko-česká makarónská poezie
- Praha stará, ale pěkná …

### Životy apoštolů
(v pozůstalosti se nacházela také díla o ostatních apoštolech, dnes ovšem ztracena)
- Cruciger, apostolicus id est S. Andreas apostolus in vita, martyrio, morte, miraculis, economiis, etc, Pragae 1689, věnováno opatu Trojerovi v Plasích
- Minimus maximus homo, cui nomen erat Joannes Baptista, ante, in, post nativitatem, in vita, morte, martyrio, miraculis, economiis, etc, Pragae 1690
- Discipulus quem diligebat Jesus, S. Joannes evangelista, in vita, morte, martyrio, miraculis, economiis, etc, Pragae 1691
- Senator apostolicus loco Judae electus, undecim apostolis annumeratus, s. Mathias apostolus in apostolatus electione, vita, morte, martyrio, miraculis, economiis, etc, Pragae 1700, věnováno metropolitnímu kanovníkovi Matěji Machtovi
- Quartum, quod incedit feliciter, seu numerus quaternarius celleberrimo collegio archi-episcopali Pragensia, felix, faustus et fortunatus, discursu panegyrico deductus, věnované arcibiskupu Josefu Breunerovi u příležitosti svěcení seminárního kostela sv. Vojtěcha 16. června 1697